# Arizona Bowl
El Arizona Bowl es un partido de fútbol americano universitario aprobado por la NCAA que se juega desde el 2015 en el Arizona Stadium en Tucson, Arizona y usualmente se enfrentan equipos de la Mountain West Conference con la Mid-American Conference.

## Historia
Junto al Austin Bowl y el Cure Bowl, el Arizona Bowl fue uno de los 3 bowls elegidos por la NCAA para iniciar en 2015 (aunque el Austin Bowl fue retrasado al 2016, y más tarde fue retrasado indefinidamente para colocar nuevos bowls por la NCAA). En mayo de 2015 se anunció que la sede sería el Arizona Stadium, y tendría como participantes a equipos de la Conference USA y de la Mountain West Conference. Esto marcaría el regreso de playoff univeristario a Tucson, Arizona, cuando anteriormente se jugaba el Copper Bowl (actual Cactus Bowl).
El Arizona Bowl oficialmente fue anunciado el 1 de octubre de 2015 como Nova Home Loans Arizona Bowl. Fundado por la Arizona Sports and Entertainment Commission (ASEC), Alan Young, Kemp Ellis, Nikki Balich, la Mountain West Conference y el Campus Insiders, el juego inaugural fue calendarizado el 29 de diciembre de 2015. Se anunció que la Sun Belt Conference podría tener un representante en el caso de que alguna de las conferencias originales no clasificara a un equipo al partido.
En el juego inaugural se enfrentaron Nevada Wolf Pack ante Colorado State Rams. Como ningún representante de la Conference USA o la Sun Belt no contaban con equipos elegibles para el Arizona Bowl, el partido lo jugaron dos equipos de la Mountain West, siendo la primera vez desde el Orange Bowl de 1979 que un bowl que no fuera de campeonato nacional lo disputaran equipos de la misma conferencia. Sin embargo, estos equipos no se enfrentaron entre sí en la temporada al ser de diferentes divisiones.
En mayo de 2016 se anunció que la conferencia Sun Belt tendría por cuatro años un espacio prioritario en el Arizona Bowl hasta 2019, reemplazando a la Conference USA. En julio de 2019, se anunció que los equipos con prioridad para participar en el bowl sería de las conferencias Mountain West y Mid-American Conference (MAC) iniciando en 2020 hasta el 2025.
En octubre del 2020 se anunció que el partido se jugaría a puertas cerradas por la pandemia de Covid-19.
El partido de la temporada 2021 fue cancelado debido a que los Boise State Broncos abandonaran por los casos de COVID-19, Mientras que sus rivales Central Michigan Chippewas, fueron a reemplazar al rival de Washington State Cougars en el Sun Bowl.

### Patrocinador
Los primeros cinco años tuvo como principal patrocinador a NOVA Home Loans y el partido fue llamado NOVA Home Loans Arizona Bowl. La empresa decidió no patrocinar el partido en 2020. En diciembre de 2020 se anunció que la agencia de bienes raíces Offerpad patrocinaría el juego, pasando a llamarse  Offerpad Arizona Bowl.
En julio de 2021, Barstool Sports anunció que sería el patrocinador del bowl para 2021.

## Resultados
| Fecha | Campeón          | Campeón   | Finalista             | Finalista | Asistencia |           |
| ----- | ---------------- | --------- | --------------------- | --------- | ---------- | --------- |
| 2015  | Nevada           | 28        | Colorado State        | 23        | 20,425     |           |
| 2016  | Air Force        | 45        | South Alabama         | 21        | 33,868     |           |
| 2017  | New Mexico State | 26        | Utah State            | 20 (OT)   | 39,132     |           |
| 2018  | Nevada           | 16        | Arkansas State        | 13 (OT)   | 32,368     |           |
| 2019  | Wyoming          | 38        | Georgia State         | 17        | 36,892     |           |
| 2020  | Ball State       | 34        | n.º 19 San Jose State | 13        | 0          |           |
| 2021  | Cancelado        | Cancelado | Cancelado             | Cancelado | Cancelado  | Cancelado |

- Fuente:[17]

## Más Apariciones
| # | Equipo | Apariciones | Record |
| - | ------ | ----------- | ------ |
| 1 | Nevada | 2           | 2–0    |

Equipos con una aparición
Ganaron: Air Force, Ball State, New Mexico State, Wyoming

Perdieron: Arkansas State, Colorado State, Georgia State, San Jose State, South Alabama, Utah State

## Jugador Más Valioso
| Año  | MVP Ofensivo      | MVP Ofensivo     | MVP Ofensivo | MVP Defensivo      | MVP Defensivo    | MVP Defensivo | Ref.          |
| Año  | Nombre            | Equipo           | Pos.         | Nombre             | Equipo           | Pos.          | Ref.          |
| ---- | ----------------- | ---------------- | ------------ | ------------------ | ---------------- | ------------- | ------------- |
| 2015 | James Butler      | Nevada           | RB           | Ian Seau           | Nevada           | DE            | [ 18 ]        |
| 2016 | Arion Worthman    | Air Force        | QB           | Weston Steelhammer | Air Force        | DB            | [ 19 ]        |
| 2017 | Larry Rose III    | New Mexico State | RB           | Leon McQuaker      | New Mexico State | LB            | [ 20 ]        |
| 2018 | Ty Gangi          | Nevada           | QB           | B. J. Edmonds      | Arkansas State   | S             | [ 21 ] [ 22 ] |
| 2019 | Xazavian Valladay | Wyoming          | RB           | Alijah Halliburton | Wyoming          | S             | [ 23 ]        |
| 2020 | Drew Plitt        | Ball State       | QB           | Bryce Cosby        | Ball State       | S             | [ 24 ]        |
| 2021 | Cancelado         | Cancelado        | Cancelado    | Cancelado          | Cancelado        | Cancelado     | Cancelado     |

## Récords
| Equipo                              | Record, Equipo vs. Rival                                                                     | Año            |
| ----------------------------------- | -------------------------------------------------------------------------------------------- | -------------- |
| Más Puntos Anotados (ganador)       | 45, Air Force vs. South Alabama                                                              | 2016           |
| Más Puntos Anotados (perdedor)      | 23, Colorado State vs. Nevada                                                                | 2015           |
| Más Puntos Anotados (en un partido) | 66, Air Force (45) vs. South Alabama (21)                                                    | 2016           |
| Menos Puntos Recibidos              | 13, compartido con: Nevada vs. Arkansas State Ball State vs. San Jose State                  | 2018 2020      |
| Mayor victoria                      | 24, Air Force (45) vs. South Alabama (21)                                                    | 2016           |
| Yardas Totales                      | 532, Colorado State vs. Nevada                                                               | 2015           |
| Yardas Terrestres                   | 290, Wyoming vs. Georgia State                                                               | 2019           |
| Yardas Aéreas                       | 310, Colorado State vs. Nevada                                                               | 2015           |
| First downs                         | 30, Colorado State vs. Nevada                                                                | 2015           |
| Menos Yardas Permitidas             | 285, Arkansas State vs. Nevada                                                               | 2018           |
| Menos Yardas Terrestres Permitidas  | 68, Air Force vs. South Alabama                                                              | 2016           |
| Menos Yardas Aéreas Permitidas      | 74, Colorado State vs. Nevada                                                                | 2015           |
| Individual                          | Record, Jugador, Equipo                                                                      | Año            |
| Yardas Totales                      | 295, Xazavian Valladay (Wyoming) (204 terrestres, 91 aéreas)                                 | 2019           |
| Touchdowns (totales)                | 2, compartido con James Butler (Nevada) Jacobi Owens (Air Force) Xazavian Valladay (Wyoming) | 2015 2016 2019 |
| Yardas Terrestres                   | 204, Xazavian Valladay (Wyoming)                                                             | 2019           |
| Touchdowns Terrestres               | 2, compartido con: James Butler (Nevada) Jacobi Owens (Air Force)                            | 2015 2016      |
| Yardas Aéreas                       | 310, Nick Stevens (Colorado State)                                                           | 2015           |
| Touchdowns Aéreos                   | 3, Levi Williams (Wyoming)                                                                   | 2019           |
| Yardas por Recepción                | 154, Josh Magee (South Alabama)                                                              | 2016           |
| Recepciones                         | 9, Rashard Higgins (Colorado State)                                                          | 2015           |
| Tackles                             | 16, Darrell Songy (South Alabama)                                                            | 2016           |
| Capturas                            | 2, compartido con: Chason Milner (South Alabama) Dajon Emory (Arkansas State)                | 2016 2018      |
| Intercepciones                      | 2, Justin Brent (Nevada)                                                                     | 2018           |
| Jugadas Largas                      | Record, Nombre, Equipo                                                                       | Año            |
| Touchdown Por Tierra más Largo      | 77 yds., James Butler (Nevada)                                                               | 2015           |
| Pase más Largo                      | 75 yds., compartido con: Josh Magee (South Alabama) Jale Robinette (Air Force)               | 2016           |
| Regreso de Kickoff                  | 100 yds., Jason Huntley (New Mexico State)                                                   | 2017           |
| Regreso de Despeje                  | 21 yds., Kenyon Reed (San Jose State)                                                        | 2020           |
| Regreso de Intercepción             | 53 yds., Antonio Phillips (Ball State)                                                       | 2020           |
| Regreso de Fumble                   | 29 yds., Nehemiah Shelton (Ball State)                                                       | 2020           |
| Despeje más Largo                   | 69 yds., Quinton Conaway (Nevada)                                                            | 2018           |
| Gol de Campo                        | 53 yds., Cooper Rothe (Wyoming)                                                              | 2019           |

## Derechos de Televisión
| Año  | TV                         | Narradores   | Comentaristas                      | Reporteros                    |
| ---- | -------------------------- | ------------ | ---------------------------------- | ----------------------------- |
| 2015 | ASN                        | Ron Thulin   | Doug Chapman                       | Monica McNutt y Shae Peppler  |
| 2016 | ASN                        | Mike Gleason | Doug Chapman                       | Monica McNutt                 |
| 2016 | Campus Insiders            | Ari Wolfe    | Darius Walker y Pete Yarbrough     | Shae Peppler                  |
| 2017 | CBS Sports Network         | Dave Ryan    | Corey Chavous                      | Melanie Collins               |
| 2018 | CBS Sports Network         | Rich Waltz   | Aaron Murray                       | John Schriffen                |
| 2019 | CBS Sports Network         | Rich Waltz   | Aaron Murray                       | John Schriffen                |
| 2020 | CBS                        | Brad Nessler | Rick Neuheisel                     | Jenny Dell                    |
| 2021 | Barstool Sports (planeado) | Jake Marsh   | David Portnoy y Dan "Big Cat" Katz | Caleb Pressley y Adam Ferrone |